# Dragonfly (tàu vũ trụ)
Dragonfly là một tàu vũ trụ và chuyến đi vào vũ trụ đã được lên kế hoạch sẽ gửi một tàu đổ bộ di động rô-bốt tới Titan, mặt trăng lớn nhất của Sao Thổ, để nghiên cứu hóa học tiền sinh học và môi trường sống ngoài trái đất tại các địa điểm khác nhau, nơi nó sẽ thực hiện cất cánh thẳng đứng và hạ cánh (VTOL).
Titan là duy nhất trong việc có một hóa học giàu carbon phong phú, phức tạp và đa dạng trên bề mặt của một thế giới thống trị nước băng với một đại dương nước bên trong, khiến nó trở thành mục tiêu ưu tiên cao cho astrobiology và nguồn gốc của cuộc sống nghiên cứu. Nhiệm vụ Dragonfly đã được đề xuất vào tháng 4 năm 2017 cho NASA Chương trình biên giới mới của Phòng thí nghiệm vật lý ứng dụng Johns Hopkins, và nó đã được chọn là một trong hai nhiệm vụ vào chung kết (trong số mười hai đề xuất) trong tháng 12 năm 2017 để tiếp tục hoàn thiện khái niệm của chuyến du hành tới Titan. Vào ngày 27 tháng 6 năm 2019,  Dragonfly  đã được chọn để trở thành nhiệm vụ thứ tư trong chương trình New Frontiers.